# چاس الونسو
چاس الونسو (انگلیسی: Chus Alonso; april ۲۴, ۱۹۱۷ – ۹ اوت ۱۹۷۹ (۶۲ ساله)) بازیکن فوتبال اهل اسپانیا بود.
از باشگاه‌هایی که در آن بازی کرده‌است می‌توان به باشگاه فوتبال رئال ساراگوسا، باشگاه فوتبال رئال مادرید، باشگاه فوتبال رئال وایادولید، و باشگاه فوتبال رئال اویدو اشاره کرد.
وی همچنین در تیم ملی فوتبال اسپانیا بازی کرده‌است.

## دوران باشگاهی
آلونسو در جوانی به اسپانیا نقل مکان کرده بود و منحصراً برای باشگاه‌های اسپانیایی بازی کرد. او در بازی افتتاحیه در استادیوم سانتیاگو برنابئو ۲ گل به ثمر رساند و همچنین در اولین بازی رقابتی در ورزشگاه مقابل اتلتیک بیلبائو گلزنی کرد.
او همچنین زننده ۲ تا از گل‌های رئال مادرید در الکلاسیکوی نیمه‌نهایی کوپا دل ژنرالیسیمو ۱۹۴۳ بود. آلونسو از مهم‌ترین بازیکنان رئال مادرید در دهه ۱۹۴۰ میلادی بود.

## دوران ملی
چاس آلونسو در کوبا از پدر و مادری اسپانیایی‌تبار متولد شد. او تابعیت اسپانیایی را به دست آورد و ۳ بازی برای تیم ملی فوتبال اسپانیا انجام داد که مقابل فرانسه، آلمان و ایتالیا برگزار شد.

## افتخارات
آلونسو ۱۲۱ بازی در لالیگا برای رئال مادرید انجام داد و ۵۵ گل به ثمر رساند. او همچنین ۳۹ بازی در کوپا دل ژنرالیسیمو انجام داد و ۱۲ گل به ثمر رساند. افتخارات او شامل دو کوپا دل ژنرالیسیمو در سال ۱۹۴۶ و ۱۹۴۷ و یک کوپا اوا دیورته در سال ۱۹۴۷ بود.